# Malawisaure
El malawisaure (Malawisaurus, 'llangardaix de Malawi') és un gènere representat per una única espècie de dinosaure sauròpode titanosàurid, que va viure a mitjan període Cretaci, fa aproximadament 116 milions d'anys, en l'Aptiano, en el que avui és Àfrica. Aquesta relacionat amb el Gondwanatitan del Brasil. Calvo i col·legues ho han col·locat com un tàxon germà de Longkosauria que conté a Futalognkosaurus i Mendozasaurus. dins d'occidental. Va ser un dels titanosaures més petits i antics de tota la família. El malawisaure arribo a mesurar 9 metres de llarg i a pesar 8 tones. És un dels pocs titanosàurids pels quals s'ha trobat el material del crani. L'espècimen tipus, abans anomenat "Gigantosaurus" dixeyi, trobat a Malawi, per Haughton 1928, va ser descrit amb el nou nom pel Dr. Louis Jacobs i col·legues en 1993.